# Николаус фон Льовенщайн-Шенкенберг
Николаус фон Льовенщайн-Шенкенберг (на немски: Nikolaus, Graf von Löwenstein-Schenkenberg; † 13 март 1340) е граф на Льовенщайн-Шенкенберг в Ааргау.

## Живот
Той е син на граф Албрехт I фон Шенкенберг-Льовенщайн († 1304) и втората му съпруга Лиутгарда фон Боланден († 1325), дъщеря на Филип V фон Боланден († 1276) и Лукардис (Кунигунда) фон Хоенфелс († ок. 1286). Баща му е извънбрачен син на римско-немския крал Рудолф I Хабсбургски (1218 – 1291) и Ида от фамилията на фрайхерен и шенкен фон Шенкенберг в Ааргау, и полубрат на император Албрехт I (1255 – 1308) и Рудолф II, херцог на Австрия-Швабия, ландграф на Елзас и Ааргау (1270 – 1290). Майка му се омъжва втори път пр. 28 февруари 1318 г. за маркграф Рудолф IV фон Баден († 1348).
Николаус се жени пр. 15 юни 1330 г. за графиня Вилибирг фон Вертхайм (* ок. 1300; † 1333), дъщеря на граф Рудолф II фон Вертхайм († 1303/1306) и втората му съпруга Кунигунда II фон Баден († 1315).
Николаус е погребан през 1340 г. до баща му в манастир Мурхардт.

## Деца
Николаус и Вилибирг фон Вертхайм имат три деца:
- Албрехт II фон Льовенщайн-Шенкенберг († пр. 20 май 1382), граф на Льовенщайн, женен I. ок. 1355 г. за Мехтхилд шенкин фон Лимпург († сл. 1355), II. пр. 20 септември 1369 г. за Удилхилд фон Верденберг-Алпек († сл. 1399)
- Рудолф фон Льовенщайн († сл. 1384?), каноник във Вюрцбург
- вер. Клара фон Льовенщайн († 11 май 1342), омъжена за шенк Хайнрих фон Ербах († 1334)